# Grigorovich (viện thiết kế)
Grigorovich là một viện thiết kế máy bay của Liên Xô, do Dmitry Pavlovich Grigorovich đứng đầu.

## Máy bay
- M-1 tàu bay, 1913
- M-2 tàu bay
- M-3 tàu bay
- M-4 tàu bay
- M-5 tàu bay, 1914
- M-6 tàu bay
- M-7 tàu bay
- M-8 tàu bay
- M-9 tàu bay với súng máy 1915, trang bị pháo năm 1916
- M-10 tàu bay
- M-11 tàu bay-tiêm kích, 1916
- M-12 tàu bay
- M-13 tàu bay
- M-14 tàu bay
- M-15 tàu bay
- M-16 tàu bay hoạt động vào mùa đông
- M-17 tàu bay
- M-18 tàu bay
- M-19 tàu bay
- M-20 tàu bay
- M-21 tàu bay
- M-22 tàu bay
- M-23 tàu bay
- M-24 tàu bay
- ROM-1 tàu bay
- ROM-2 tàu bay
- MK-1 tàu bay
- MRL-1 tàu bay
- MR-2 tàu bay
- MR-3 tàu bay
- MR-5 tàu bay
- MUR-1 tàu bay
- MU-2 tàu bay
- MUR-2 tàu bay
- PI-1 (Pushechny Istrebitel, chiếc đầu tiên) tiêm kích trang bị pháo, 1930..1933
- SUVP chở khách
- TB-5 ném bom
- TSh-1 cường kích
- TSh-2 cường kích
- DI-3 tiêm kích hộ tống
- I-Z tiêm kích một chỗ
- IP-1 cường kích
- IP-4 biến thể của IP-1.

Cho Polikarpov
- I-1 tiêm kích
- I-2/I-2bis tiêm kích
- I-5 tiêm kích (hợp tác với N.N.Polikarpov), 1930